# Fonologie avestánštiny
Tento článek se zabývá fonologií avestánštiny, mrtvého severovýchodního íránského jazyka, především jeho fonematickým inventářem, distinktivními rysy platnými pro jeho systém, prozodickými jevy či transkripčním územ.

## Vokály
| Samohlásky krátké | i e ə a ã o u        |
| Samohlásky dlouhé | iː eː əː aː ɒː oː uː |
| Dvojhlásky        | ao aeː aːu aːi oːi   |

Základní samohláskový systém avestánštiny čítá šest vokálů, odvozený pak šest odpovídajících vokálů dlouhých. Kromě toho se uvádí zadní nízké dlouhé /ɒː/, nemající krátký protějšek. V současné době převládá názor, že avestská vokalická délka postupně přestala představovat kvantitativní kontrast a ovlivnila i kvalitativní rozlišení vokálů.
Díky a / ã je pak v samohláskovém systému avestánštiny přítomna také opozice nenazalizovaná / nazalizovaná.
V jazyce se objevovalo protetické u-, ovšem výhradně před náslovným ru(u)-, např. protoíránské *rwata- > av. uruuata- (č. povinnost). Přinejmenším v písmu tedy vypadá totožně původní uru- a ru- po protezi. Není však zcela jasné, zda mezi nimi panovala shoda i co do výslovnosti. Fakt, že tato protetická hláska nenese metrickou relevanci v avestských textech, svědčí spíše pro tu skutečnost, že se s těmito dvěma hláskovými uskupeními nezacházelo zcela totožně.
Do jisté míry paralelní proces představuje protetické i-, objevující se před hláskovými skupinami ri- a θy-; kupř. av. irišta- (č. zničený).

## Konsonanty
Pro avestánštinu se většinou počítá s 28 souhláskovými fonémy, jejichž existence a artikulace nevyvolávají pochyb.
Explozivy
Hláska, tradičně značená /t̰/, alofon /[t]/, se vyskytuje pouze v pozici na samém konci slova nebo před některými obstruenty. Připisuje se jí artikulace bez slyšitelného závěru, tedy [t̚] (srov. takové hlásky např. v angličtině.)
Frikativy
Přední řada praindoevropských velár ḱ, ǵ, ǵʰ, která dala v indoíránštině odpovídající frikativy o stejném místě artikulace, tedy [ç], [ʝ], [ʝʰ], se v avestánštině dále posunula co do místa artikulace a ztratila distinktivní rys aspirace. Výslednými hláskami jsou tedy [s] a [z]. Např. av. zari- (č. žlutý) pochází přes protoindoíránské *ʝʰali- z ide. *ǵʰeli-.
Frikativa /h/ pochází v tomto jazyce z praindoevropského /s/. V avestánštině pak na rozdíl od blízce příbuzného sanskrtu přecházela zmíněná hláska mezi nízkými vokály na /ŋh/. Srov. tedy avestské aŋhu- se sanskrtským asu- (č. život). Vzniklé /ŋh/ je alofonem /h/, viz např. v pozici před předním vokálem av. ahi (skr. asi; č. ty jsi).
Hlásky [ð] a [ɣ] jsou považovány za alofony hlásek [θ] a [x].
Aproximanty
Aproximanty /j/ a /w/ se dle konvencí zapisují jako ii, respektive uu.
Vibranty
Vibranta /r/ mohla mít neznělou podobu. Pokud totiž stála v určitém slově po nízkém vokálu před neznělou plozívou, a to v kodě přízvukované slabiky, asimilovala se k této plozívě a ztrácela znělost. Zapisovala se pak digrafem hr.

## Slovní přízvuk
Avestské písmo nepředává žádné údaje ohledně pozice slovního přízvuku. Přesto lze o avestánském přízvuku leccos zjistit na základě jiných poznatků o daném jazyce.
Kupř. se uvažuje o tom, že s pozicí přízvuku korelovalo užití klitického -ca (česky spojka a; srov. latinské -que téhož významu i původu): s užitím -ca u určitého slova docházelo k přenosu přízvuku na slabiku bezprostředně předcházející onomu -ca, tedy na původní poslední slabiku daného slova.
Je kromě toho pozoruhodné, že přidání -ca ruší vkladné -i- (viz níže) v předposlední slabice slova, např.: av. baēšaziiaiti (č. léčí), ale baēšaziiatica (č. a léčí). Pravděpodobně právě na předposlední slabice ležel v prvním případě před klitizací přízvuk, který epentezi -i- podmiňoval. Z povahy takovýchto procesů se dále vyvozuje, že byl avestánský přízvuk spíše dynamický, a nikoliv melodický jako v sanskrtu.

## Vývoj avestské fonologie
Bezpočet hláskových změn oproti společnému prajazyku sdílí avestánština se sanskrtem. Jmenovitě se jedná o tzv. pravidlo ruki, splynutí PIE vokálů *e, *a, *o do a, respektive jejich dlouhých protějšků do a:, aj.

## Výslovnost
Nejeden aspekt výslovnosti avesty představuje pole pro pochybnosti a diskuse. Tak, problematickou dosud zůstává otázka epentetického -i-. Tato hláska se tu vkládala po vokálu před konsonant, po kterém bezprostředně následovalo i, tedy schematicky VCi > ViCi; např. av. baraiti (srov. skr. bhárati; č. nese). I-epenteze neměla žádný dopad na metriku textů, a tudíž se nejspíše jednalo o proces pozdější než doba jejich původního sepsání. Každopádně není jednoznačné, zda a jak by se měly tyto vkladné hlásky při čtení textů vyslovovat.